# Førde, Sveio kommun
Førde är en tätort och kyrkby i Sveio kommun i Vestland fylke i västra Norge. Orten hade 450 invånare i januari 2012 och ligger cirka 14 kilometer ifrån orten Auklandshamn. Førde kyrka ligger här.
Fotbollstalangen Cecilie Pedersen kommer härifrån. Om sommaren är Førde rena sørlandsidyllen då folk från hela trakten vallfärdar till badplatserna här. 
Filmen Wide Blue Younder spelade in här under sommaren 2007.